# マヨン山
マヨン山（マヨンさん、英語: Mayon Volcano）は、フィリピン共和国のルソン島南部、ビコル地方アルバイ州に位置する火山である。一帯はマヨン山国立公園に指定されている。

## 概要
環太平洋造山帯に存在する火山の1つである。山名の「マヨン」は、ビコル地方の言葉で「美しい」という意味を持つ「マガヨン」に由来すると言われており、非常に整った円錐形の成層火山である。これは山頂からの噴火が多く、山腹からの噴火が少ないためである。この形状のため、かつて日系人移民は「ルソン富士」と呼んでいた。
ただ、過去に何度も噴火によって死傷者を出してきたため、ハザードマップが作成され、火砕流などの恐れが想定される場所は土地の利用規制が行われている。しかし、現地は貧しく、危険地帯として指定された場所ですら、耕作せざるを得ない状況が存在する。
山体はレガスピ市などの複数の基礎自治体に跨る。このレガスピ市と千葉県銚子市は姉妹都市であり、銚子市の犬吠埼近くに立つ「日比友愛の碑」はマヨン山の方向に向けて建てられている。

## 活動史
マヨン山はヒトが記録を残し始めた以前から活動を続けてきた火山である。なお、17世紀から21世紀初頭までの400年に、50回の噴火が観測された。記録に残る最も破壊的な噴火は、1814年2月1日に起こった。マヨン山から10 kmのカグサワと言う街を、火山噴出物が埋めて1200人以上の死者を出した。当時の街が有った場所に、21世紀初頭においては教会の鐘楼しか残っていない。
- 1984年9月の噴火では、最初に小規模な噴火が起き、それから数週間後に大噴火が起きた。最初に起きた小規模な噴火の際に、付近の住民は避難していたものの、小規模な噴火が落ち着いた後に帰宅を望んだ。しかし、フィリピン火山地震研究所 (PHIVOLCS) のレイモンド・ブノンパヤンと、アメリカ地質調査所 (USGS) のクリス・ニューホールと言う2人の火山学者が、まだ噴火は終わっていない可能性が有るとして避難解除を認めなかった[注釈 2]。このため、その後に大規模な噴火が発生したものの、犠牲者は出なかった。
- 1993年には突然の大噴火で火砕流が発生し、70余名の犠牲者を出した[1]。
- 2000年、および2006年8月にも噴火を起こした。2006年の噴火では、11月の台風21号とあいまってラハールと呼ばれる現象が発生し、死者620名、行方不明710名、倒壊家屋約9000戸という被害を出した[2]。
- 2009年にも噴火し、12月14日には住民への避難勧告が出された[3]。

- 2013年5月7日に起きた噴火では、マヨン山を登っていた観光客ら計20人のうち、5人（観光客4人、ガイド1人）が落ちてきた岩に当たり、死亡した[4][5]。
- 2014年9月15日に、警戒レベルを上から3番目に引き上げ、1万人に避難指示が出された。9月17日に溶岩が流れ出し、5万人に避難勧告が出た。

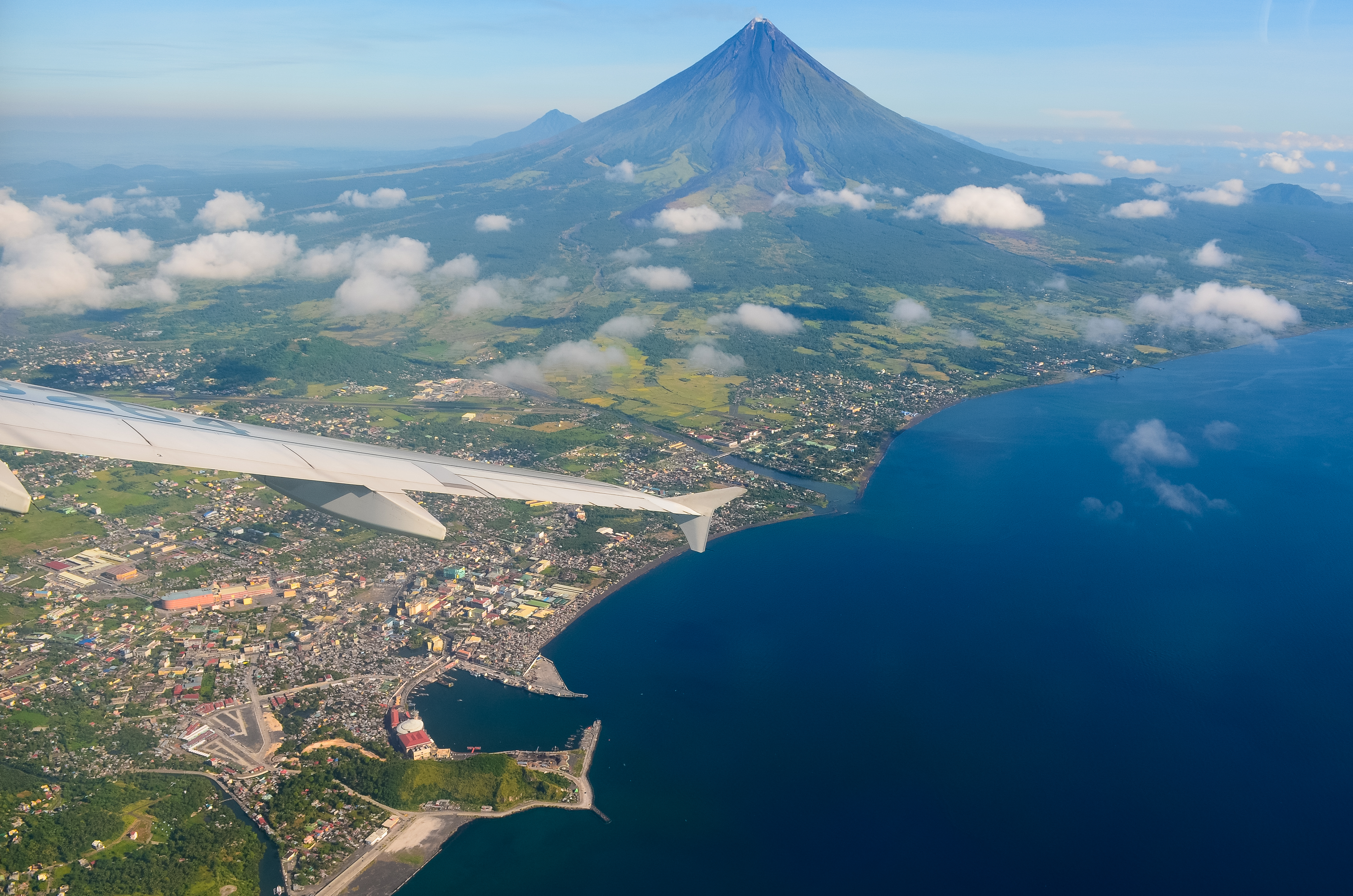
周辺地形
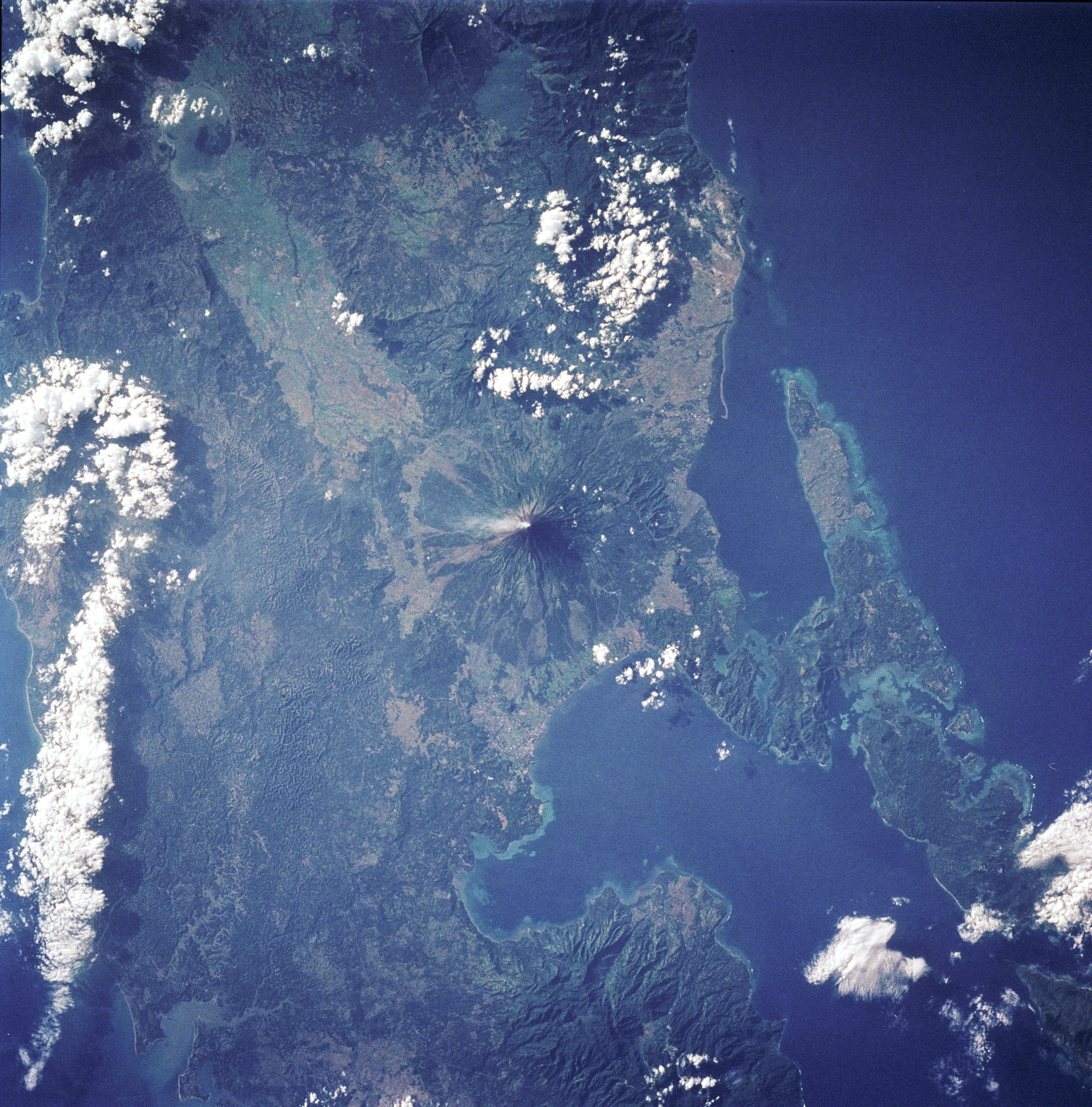
周辺地形
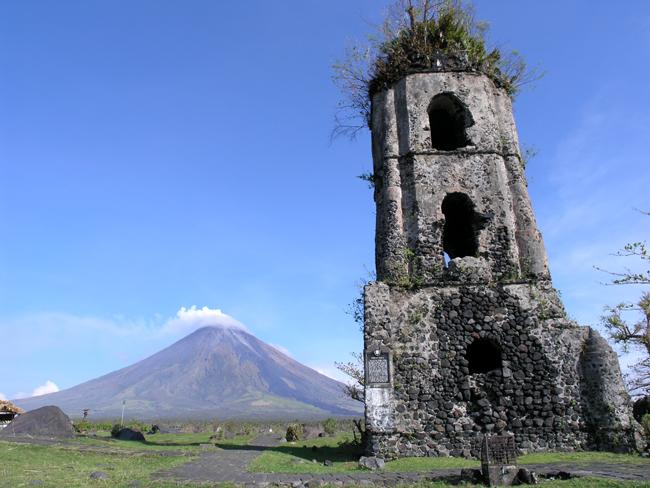
マヨン山とカグサワの教会の廃墟。
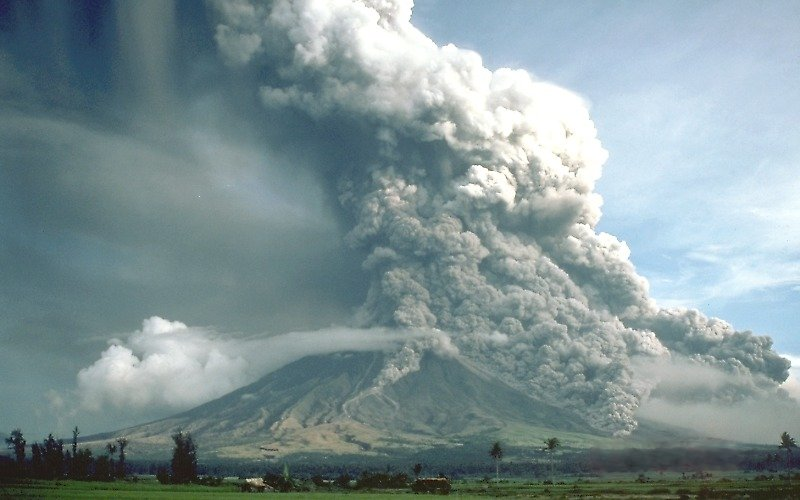
1984年9月23日に、上空15,000 mまで噴煙を上げ、火砕流を発生させた。